# Lista de fomes em massa

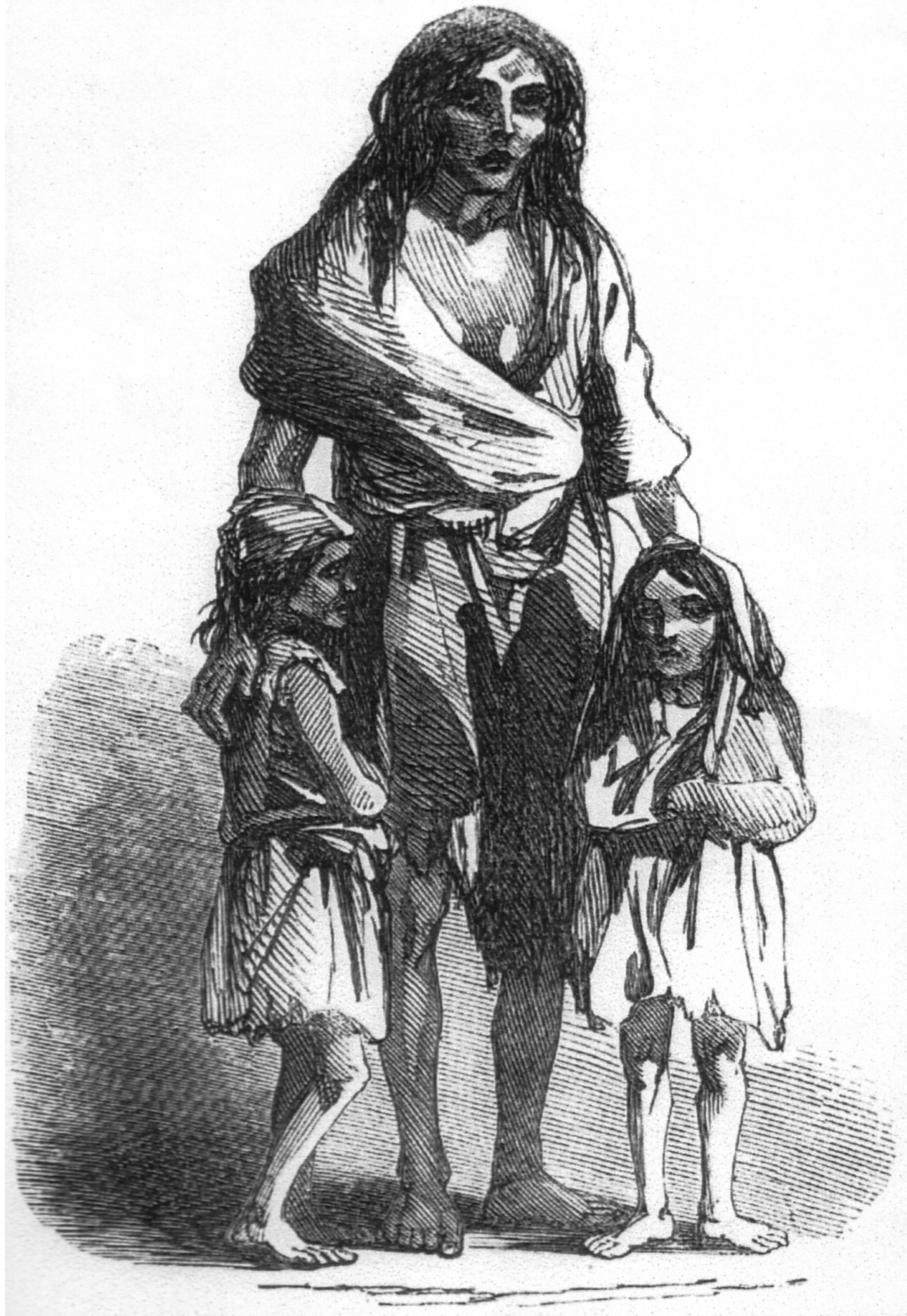
Representação das vítimas da Grande Fome Irlandesa, 1845-1849.

Esta é uma lista incompleta das maiores fomes conhecidas, ordenada por data:

## Século V a.C.
- 440 a.C. fome na Roma Antiga.

## Século II a.C.
- Entre 108 AC e 1911 DC existiram não menos que 1828 grandes fomes na China, ou quase uma por ano em uma ou outra província. Porém, as fomes variavam drasticamente de severidade.[1][2]

## Século V
- Fome na Europa Ocidental associada à queda de Roma e seu saque por Alarico I. Entre 400 e 800 d.C., a população da cidade de Roma caiu mais de 90%, principalmente pela fome e pragas.[3]

## Século VII
- 639 - Fome na Arabia durante o Califado de Omar.
- 650 - Fome pela Índia

## Século VIII
- 750 - Fome na Espanha.[4]

## Século IX
- 800 ~ 1000 - Seca severa matou milhões na Civilização maia com fome e sede, e iniciou uma cascata de colapsos internos que destruíram sua civilização.[5]
- 809 - Fome no Império Franco.
- 875 ~ 884 - Fome causa revolta de camponeses na China, Huang Chao captura a capital.

## Século X
- 927 - Fome no Império Bizantino.[6]

## Século XI
- 1005 - Fome na Inglaterra.[7] Existiram 95 fomes em massa nas ilhas Britânicas durante a Idade Média.[8][9]
- 1016 - Fome pela Europa.[10]
- 1022 e 1033 - Grandes fomes na Índia, províncias inteiras depopuladas.
- 1064 ~ 1072 - Sete anos de fome no Egito.
- 1051 - Fome força os Toltecas migrarem da região afetada para o que é hoje o México central.[11]
- 1066 - Fome na Inglaterra.

## Século XIII
- 1199 ~ 1202 - Fome no Egito.
- 1230 - Fome na República da Novogárdia.
- 1231 ~ 1232 - Fome no Japão.
- 1235 - Fome na Inglaterra. 20 000 morreram apenas em Londres.
- 1255 - Fome em Portugal.[12]
- 1258 - Fome na Alemanha e Itália.
- 1275 ~ 1299 - Colapso da civilização Anasazi. Fome em massa ocorreu.[13]
- 1294 - Fome na Inglaterra.

## Século XIV
- 1315 ~ 1317 - Grande fome Europeia.[14]
- 1333 - Fome em Portugal.
- 1333 ~ 1334 - Fome na Espanha.
- 1333 ~ 1337 - Fome na China.[15]
- 1344 ~ 1345 - Grande fome na Índia.
- 1387 - Após Tamerlão sair da Ásia Menor, houve fome severa.
- 1390 - Fome na Inglaterra.
- 1396 ~ 1407 - Fome Durga Devi na Índia, durando doze anos.[16]

## Século XV
- 1403 ~ 1404 - Fome no Egito.
- 1441 - Fome em Mayapan, México.[17]
- 1445 - Fome na Coreia.
- 1450 ~ 1454 - Fome no Império Asteca.
- 1460 ~ 1461 - Fome da era Kanshō no Japão.

## Século XVI
- 1504 - Fome na Espanha.[18]
- 1518 - Fome em Veneza.
- 1528 - Fome em Languedoc, França.[19]
- 1535 - Fome na Etiópia.
- 1540 - Fome na Espanha.
- 1555 - Fome na Inglaterra.
- 1567 ~ 1570 - Fome em Harar na Etiópia, combinado com praga.
- 1574 ~ 1576 - Fome em Istambul e Anatólia.
- 1586 - Fome na Inglaterra gera o sistema de leis de proteção aos pobres ou Poor Law.
- Década de 1590 - Fomes pela Europa.

## Século XVII
- 1599 ~ 1600 - Fome na Espanha.
- 1601 ~ 1603 - uma das piores fomes de toda história da Rússia. A fome matou até 100 000 em Moscou e um terço dos Russos sob comando do Tzar Boris Godunov. Veja Fome de 1601-1603 na Rússia. [20] A mesma fome matou aproximadamente metade da população da Estônia.
- 1611 - Fome em Anatolia.
- 1618 ~ 1648 - Fome na Europa causada pela Guerra dos Trinta Anos.
- 1619 - Fome no Xogunato Tokugawa do Japão. Durante o período Edo, houve 154 fomes em massa, das quais 21 foram generalizadas e graves.[21]
- 1623 ~ 1624 - Fome na Inglaterra.
- 1630 ~ 1631 - Fome em Decão na Índia matou 2 000 000.
- 1636 - Fome na Espanha.
- 1648 ~ 1660 - O Dilúvio (série de guerras) Polonês causou a morte de 1/3 da população Polonesa devido a guerras, fome e peste negra.
- 1649 - Fome no norte da Inglaterra.
- 1650 ~ 1652 - Fome no leste Francês.
- 1651 ~ 1653 - Fome por quase toda a Irlanda durante as conquistas de Oliver Cromwell.[22]
- 1661 - Fome na Índia, quando nem uma gota de água caiu em dois anos.[23]
- 1661 ~ 1662 - Fome em Marrocos.
- 1661 ~ 1662 - Fome na França.
- 1669 - Fome em Bengala.
- 1680 - Fome em Sardenha.[24]
- 1680 - Fome no Japão.
- Década de 1680 - Fome em Sahel.
- Década de 1690 - Fome na Escócia que matou talvez 15% da população.
- 1693 ~ 1694 - Fome na França matou 2 milhões de pessoas.[25][26]
- 1695 ~ 1697 - Grande fome da Estônia matou cerca de de um quinto da população (70 000 até 75 000 pessoas). A fome também atingiu a Suécia (80 000 até 100 000 mortos).
- 1696 ~ 1697 - Fome na Finlândia matou cerca de um terço da população.[27]

## Século XVIII
- 1702 ~ 1704 - Fome em Decão, Índia, matou 2 milhões de pessoas.
- 1706 ~ 1707 - Fome na França.
- 1708 ~ 1711 - Fome na Prússia Oriental matou 250 000 pessoas, ou, 41% da população.[28]
- 1709 ~ 1710 - Fome na França.[29]
- 1722 - Fome na Arabia.[30]
- 1727 ~ 1728 - Fome nas terras médias da Inglaterra.[31]
- 1732 - Fome no Japão.
- 1738 ~ 1739 - Fome na França.
- 1738 ~ 1756 - Fome na África Ocidental, metade da população de Tombuctu morreu de fome.[32]
- 1740 ~ 1741 - Fome na Irlanda.
- 1741 - Fome na Noruega.
- 1750 - Fome na Espanha.
- 1750 ~ 1756 - Fome na região de Senegâmbia.[33]
- 1764 - Fome em Nápoles.[34]
- 1769 ~ 1773 - Fome de 1770 em Bengala.[35]
- 1770 ~ 1771 - Fome nas terras Checas.
- 1771 ~ 1772 - Fome na Saxônia e sul da Alemanha.
- 1773 - Fome na Suécia.
- 1779 - Fome em Rabat, Marrocos.[36]
- Década de 1780 - Grande fome Tenmei no Japão.
- 1783 - Fome na Islândia causada pela erupção do vulcão Laki matou um quinto da população Islandesa.[37]
- 1783 ~ 1784 - Fome Chalisa no sul da Ásia.
- 1784 - Fome generalizada por todo Egito.[38]
- 1784 ~ 1785 - Fome na Tunísia matou um quinto da população.
- 1788 - Fome na França. Os dois anos antes da Revolução Francesa houve colheitas ruins e invernos pesados, possivelmente devido um forte ciclo de El Niño.[39] Ou pela erupção do vulcão Laki na Islândia em 1783.[40][41]
- 1789 - Fome na Etiópia afligiu todas as províncias.
- 1789 ~ 1792 - Fome Doji bara na Índia.

## Século XIX
- 1800 ~ 1801 - Fome na Irlanda.
- 1810, 1811, 1846 e 1849 - Fomes na China mataram aproximadamente 45 milhões.[42]
- 1811 ~ 1812 - Fome devasta Madrid, 20 000 mortos.
- 1815 - Erupção do Monte Tambora, na Indonésia. Centenas morreram da fome subsequente.
- 1816 ~ 1817 - Fome no Ano Sem Verão Europeu.
- 1830 - Fome mata quase metade da população de Cabo Verde.
- Década de 1930 - Fome Tenpo no Japão.
- 1835 - Fome no Egito matou 200 000.
- 1845 ~ 1849 - Grande fome de 1845-1849 na Irlanda matou mais de 1 milhão de pessoas.[43]
- 1846 - Fome cria uma revolta camponesa conhecida como Maria da Fonte ao norte de Portugal.[carece de fontes?]
- 1846 ~ 1857 - Fome da batata Escocesa.
- 1850 ~1873 - Resultado da Rebelião Taiping, secas e fome, a população da Dinastia Qing cai em 60 milhões.[44]
- 1866 - Fome de Orissa na Índia. Um milhão de mortes.
- 1866 ~ 1868 - Fome na Finlândia. Aproximadamente 15% da população morreu.
- 1869 - Fome em Rajputana na Índia. Um milhão e meio morreram.
- 1870 ~ 1871 - Acredita-se que fome na Pérsia tenha causado a morte a 2 milhões de pessoas.[45]
- 1873 ~ 1874 - Fome em Anatólia.
- 1879 - Fome na Irlanda.
- 1873 ~ 1874 - Todas as mortes foram evitadas na Fome de 1873-1874 em Bihar na Índia.
- 1876 ~ 1879 - OSEN precipita fome na Índia, China, Brasil, Norte da África e outros países. Fomes no norte da China matam 13 milhões de pessoas. 5,25 milhões morrem na Grande Fome de 1876-1878 na Índia.
- 1878 ~ 1880 - Fome na ilha de Saint Lawrence no Alasca.[46]
- 1888 - Fome no Sudão.
- 1888 ~ 1892 - Grande fome Etíope. Um terço da população morreu.[47][48] As condições pioraram com surtos de cólera, tifo e varíola.
- 1891 ~ 1892 - Fome na Rússia causou de 375 000 até 500 000 mortes.[49]
- 1896 ~ 1897 - OSEN estabelece condições para fome no norte da China levando ao Levante dos boxers.
- 1896 ~ 1902 - OSEN estabelece condições para fome na Índia.[50]

## Século XX
- 1907 - Fome no centro-oeste da China.
- 1914 ~ 1918 - Fome do Monte Líbano durante a Primeira Guerra Mundial matou quase metade da população na região.
- 1914 ~ 1918 - Fome na Bélgica.
- 1915 ~ 1916 - Genocídio armênio.
- 1915 ~ 1916 - Fome causada pelo bloqueio Britânico da Alemanha na Primeira Guerra Mundial. Até 750 000 alemães morreram de fome.[51]
- 1916 ~ 1917 - Fome do inverno na Rússia.
- 1917 ~ 1919 - Fome na Pérsia. Aproximadamente 1/4 da população no norte Iraniano morreu de fome.[52]
- 1917 ~ 1921 - uma série de fomes no Turquestão no tempo da revolução Bolchevique mataram aproximadamente um sexto da população.[53]
- 1921 - Fome na Rússia matou 5 milhões.[54]
- 1921 ~ 1922 - Fome no Tartaritão.
- 1921 ~ 1922 - Fome nas colônias dos Alemães do Volga na Rússia. Um terço da população morreu.[55]
- 1928 ~ 1929 - Fome no norte da China. A seca precipitou 3 milhões de mortes.
- 1928 ~ 1929 - Fome em Ruanda-Burundi, causando largas migrações para o Congo.
- 1932 ~ 1933 - Fome Soviética de 1932-1933, Holodomor Ucraniano, 1-10 milhões de pessoas morreram.[56][57][58]
- 1932 ~ 1933 - Fome no Cazaquistão matou 1,2-1,25 milhões.[59]
- 1936 - Fome na China, estimativa de 5 milhões de fatalidades.[60]
- 1940 ~ 1943 - Fome no Gueto de Varsóvia.
- 1941 ~ 1944 - Fome no Cerco a Leninegrado causada por 900 dias de bloqueio Nazista e Finlandês. Aproximadamente 1 milhão de residentes de Leningrado morreram de fome, congelados ou bombardeados no inverno de 1941-42, quando as rotas de mantimentos para a cidade foram cortadas e a temperatura caiu.[61]
- 1941 ~ 1942 - Fome na Grécia causada pela ocupação Nazista.[62] Estima-se que 300 000 pessoas morreram.
- 1942 ~ 1943 - Fome mata 1 milhão na China.
- 1943 - Fome em Bengala.
- 1943 - Fome em Ruanda-Urundi, causando mais migração para o Congo.
- 1944 - Fome nos Países Baixos durante Segunda Guerra Mundial, mais de 20 000 mortes.
- 1945 - Fome no Vietnã.
- 1946 ~ 1947 - Fome na União Soviética causou a morte de 1 a 1,5 milhões.[63]
- 1958 - Fome em Tigray na Etiópia causou a morte de 100 000 pessoas.
- 1959 ~ 1961 - Grande Salto Adiante / Fome de 1958-1961 na China. As estatísticas oficiais são de 20 milhões de mortes, dados por Hu Yaobang.
- 1965 ~ 1967 - Seca na Índia precipitou fome e morte de 1,5 milhões.[64]
- 1966 - Fome em Bihar, Índia.[65]
- 1967 ~ 1970 - Fome no Biafra causado pelo bloqueio Nigeriano.
- 1968 ~ 1972 - Seca de Sahel estabeleceu condições para uma fome que matou 1 milhão de pessoas.[66]
- 1973 - Fome na Etiópia. Falha do governo em controlar a crise levou a queda de Haile Selassie e a instalação da junta militar Derg.
- 1974 - Fome em Bangladesh
- 1975 ~ 1979 - Khmer Vermelho. Um estimado de 2 milhões de Cambojanos perderam suas vidas em assassinatos, trabalho forçado e fome.
- 1980 - Fome no Camboja e Uganda.
- 1984 ~ 1985 - Carestia de 1983-1985 na Etiópia.
- 1990 ~ 2003 - Iraque enfrentou condições de fome desde 1990. As sanções Iraquianas resultaram em altas taxas de desnutrição. Entre 200 000 e 1 milhão de mortos.[67]
- 1991 ~ 1993 - Fome Somali.
- 1994-1998 - Grande fome na Coreia do Norte, também chamada de "Marcha Árdua".
- 1998 - Fome no Sudão causado pela Segunda guerra civil sudanesa e seca.
- 1998 - OSEN precipita fome no nordeste do Brasil.
- 1998 ~ 2000 - Fome na Etiópia. Situação piorada pela guerra contra a Eritreia.
- 1998 ~ 2004 - Segunda Guerra do Congo. 3,8 milhões de pessoas morreram de fome e doenças.
- 2000 ~ 2008 - Crise alimentar no Zimbabue precipitada pelas políticas de Robert Mugabe.[68]

## Século XXI
- 2003 - Fome em Darfur no Sudão (Conflito de Darfur).
- 2005 - Crise alimentar em Malawi.
- 2005 ~ 2006 - Crise alimentar no Níger.
- 2006 -  Crise alimentar no Chifre da África.
- 2008 - Crise alimentar em Myanmar. O Ciclone Nargis devastou a maior região produtora de arroz.[69]
- 2008 - Crise alimentar no Chifre da África.[70][71]
- 2008 - Crise alimentar no Afeganistão.[72]
- 2008 - Crise alimentar no Bangladesh.[73]
- 2008 - Crise alimentar no Leste da África.[74]
- 2008 - Crise alimentar no Tadjiquistão.[75]
- 2009 - Crise alimentar no Quênia.[76] 10 milhões sob ameaça de morrer à fome.[77]
- 2011 - Crise alimentar de 2011 no Chifre da África.
- 2012 - Fome precipitada pela seca na faixa do Sahel.
- 2016 - Fome no Iêmen desde 2016 em decorrência da guerra civil Iemenita.
- 2017 - Fome no Sudão do Sul em 2017.
- 2020 - Fome durante a Guerra do Tigré.
- 2021 - Fome em Madagascar.
- 2022 - Crise alimentar mundial causada pela alta no preço dos alimentos e déficits de suprimentos alimentares.
- 2022-2023 - Crise humanitária ianomâmi em 2022-2023 no Brasil.
- 2023-presente - Fome na Faixa de Gaza.
- 2024-presente - Fome no Sudão em 2024.